# Microcebus griseorufus
Microcebus griseorufus är en primat i släktet musmakier som lever i södra och sydvästra Madagaskar. Populationen infogades före året 2000 i en annan art av samma släkte.
Arten blir 11,3 till 13,2 cm lång (huvud och bål), har en 13,6 till 15,2 cm lång svans och väger 50 till 85 g. Grundfärgen på ovansidan är ljusgrå och på undersidan förekommer ännu ljusare päls. Kännetecknande är en kanelfärgad längsgående strimma på ryggens mitt som förgrenar sig på huvudet och grenarna fortsätter fram till ögonen. Dessutom är svansen ljusbrun.
Denna musmaki vistas i låglandet och i kulliga områden upp till 250 meter över havet. Den lever i halvöknar med några buskar och träd, i buskskogar med taggiga växter och i galleriskogar.
Individerna äter under den torra perioden främst naturgummi och under regntider även frukter. I mindre mått ingår blommor och ryggradslösa djur i födan. Honor är cirka 52 dagar dräktig och föder under regntiden mellan september och november en kull med en eller två ungar (sällan tre). Ibland deltar en annan vuxen individ än moder eller fader i ungarnas uppfostring. Hanar som blir självständiga söker längre avstånd från föräldrarna.
Microcebus griseorufus hotas av skogsavverkning men beståndets minskning anses vara måttlig. IUCN listar arten som livskraftig (least concern).